# Jacques Clément

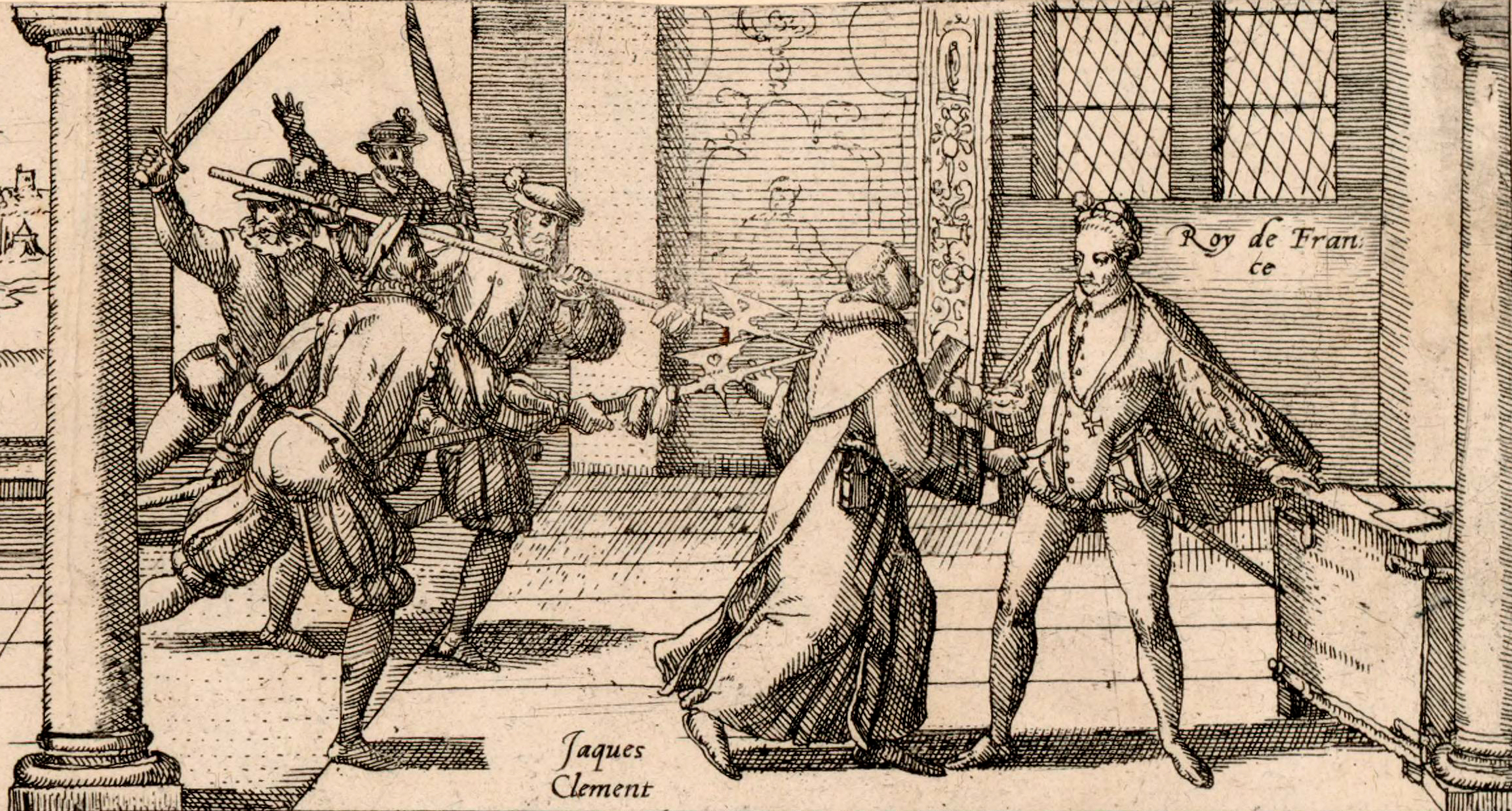
El fraile Clément apuñalando al rey Enrique III de Francia.

Jacques Clément (Serbonnes, 1567 - Saint-Cloud, 1 de agosto de 1589) fue un clérigo activista católico francés, responsable del asesinato de Enrique III de Francia.
Durante las Guerras de religión de Francia, Clément, fraile dominico, destacó por su extremista defensa del partido católico de la Santa Liga de París. Después del asesinato del Duque de Guisa, fundador de la Santa Liga, los liguistas de todo el país buscaron acabar con el rey Enrique III de Francia. Durante los preparativos de este al sitio de París en el castillo del Château de Saint Cloud, Clément consiguió apuñalarlo con la excusa de entregarle un mensaje personal, a lo que el monarca moribundo pudo solamente replicar con la frase:

Méchant moine, tu m'as tué! (Malvado monje, ¡me has matado!)

Los gritos del rey alertaron a sus guardias armados que dieron muerte a Clément, cuyo cuerpo fue sometido posteriormente al suplicio público de desmembramiento y hoguera. 
La acción de Clement recibió el apoyo en Europa de los partidarios católicos, y el papa Sixto V, considerándolo mártir, sugirió su canonización.[cita requerida]
Se han conservado los documentos del proceso en que se juzgó el cadáver de Clément (Collection des meilleurs dissertations, etc. El informe aparece en el volumen XVIII).
Nueve testigos fueron llamados a declarar, y todos declararon bajo juramento que Jacques Clément había apuñalado al rey, y que entonces los guardias reales y los cortesanos se habían arrojado sobre el asesino, matándolo en pocos instantes. 
Se leyó la sentencia en nombre de Enrique IV de Francia, sucesor del monarca asesinado, y establecía lo siguiente:
"Su majestad, después de oír recomendación del Consejo Judicial, ordenó que el cadáver del mencionado Clément sea descuartizado, atando cuatro caballos a los cuatro miembros, y luego quemado, y las cenizas arrojadas al río, para destruir todo rastro de su recuerdo. Dado en Saint Cloud, el 2 de agosto de 1589. Firmado: Enrique."
Y más abajo se lee una anotación: "Sentencia ejecutada el mismo día".